# 半夜鬼上床：夢殺
《半夜鬼上床：夢殺》（英語：A Nightmare on Elm Street）是一部2010年美國砍殺電影，由山繆·拜爾執導。該片翻拍自1984年電影《半夜鬼上床》，同時也是《半夜鬼上床》系列電影的重啟之作。主演包括傑基·厄爾·哈利、凱爾·加納、魯妮·瑪拉、凱蒂·卡西迪、托馬斯·德克和凱蘭·魯茲。本片2010年4月30日在美國上映，由新線影業發行。

## 演員
- 傑基·厄爾·哈利飾演弗莱迪·克鲁格
- 凱爾·加納飾演昆汀·史密斯
- 魯妮·瑪拉飾演南希·霍爾布魯克
- 凱蒂·卡西迪飾演克莉絲·福爾斯
- 托馬斯·德克飾演傑西·布勞恩
- 凱蘭·魯茲飾演狄恩·羅素

## 外部連結
- 官方网站
- 互联网电影数据库（IMDb）上《半夜鬼上床：夢殺》的资料（英文）
- 豆瓣电影上《半夜鬼上床：夢殺》的資料 （简体中文）
- AllMovie上《半夜鬼上床：夢殺》的资料（英文）
- Box Office Mojo上《半夜鬼上床：夢殺》的資料（英文）